# ユゼフ・ミハウ・ポニャトフスキ

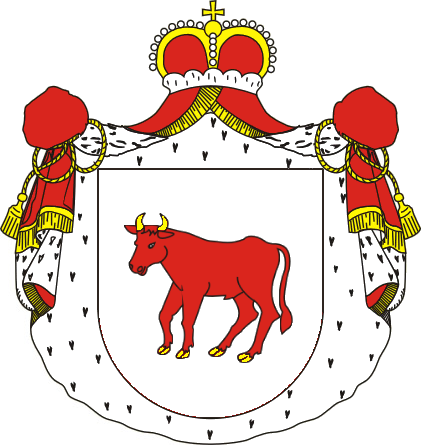
ユゼフ・ミハウ・ポニャトフスキの紋章

ユゼフ・ミハウ・ポニャトフスキ（ポーランド語：Józef Michał Poniatowski, 1814年7月24日 - 1874年7月4日）は、ポーランド貴族出身のイタリアおよびフランスの作曲家、歌手。フランス名はジョゼフ・ミシェル・ポニャトフスキ（Joseph Michel Poniatowski）。

## 生涯
最後のポーランド国王の甥であるスタニスワフ・ポニャトフスキ公爵の庶子として生まれ、イタリア人の母の姓を用いてジュゼッペ・ミケーレ・ルーチ（Giuseppe Michele Saverio Francesco Giovanni Luci）の名で、トスカーナ人として育った。1847年、兄カルロと共に父親の嫡出子とされ、トスカーナ大公レオポルド2世よりモンテ・ロトンド伯爵（1850年より公爵）に叙せられた。
ポニャトフスキはフィレンツェの音楽家チェッチェリーニの門下で学び、イタリアやフランスの劇場でオペラを執筆・作曲した。その後、大公レオポルド2世の特命全権大使としてパリに派遣され、1854年にはナポレオン3世からフランス帝国元老院議員の地位とフランス国籍を与えられた。
妻マティルダ・ペロッティ（1814年 - 1875年）との間にもうけた一人息子スタニスラス（Stanislaus August Friedrich Józef Telemach, 1835年 - 1908年）は、シャルル・ド・モルニー公爵の庶子ルイーズ・ル・オンと結婚した。